# Couvent des Carmes de Beauvoir-en-Royans
 (janvier 2013).
Si vous disposez d'ouvrages ou d'articles de référence ou si vous connaissez des sites web de qualité traitant du thème abordé ici, merci de compléter l'article en donnant les références utiles à sa vérifiabilité et en les liant à la section « Notes et références ».
Le couvent des Carmes est un bâtiment situé à Beauvoir-en-Royans dans le département de l'Isère en France.

## Historique
Humbert II, dernier seigneur du Dauphiné, fait construire en 1343 le couvent des frères de Notre-Dame du Mont-Carmel, dit couvent des Carmes, à proximité du château de Beauvoir où il réside fréquemment. En 1349, il cède le Dauphiné à la France. Le château tombe en ruine.
Le couvent est reconstruit par les Carmes en 1666. Le bâtiment conventuel abrite les pièces communes au rez-de-chaussée : cuisine, réfectoire, etc. Réservé aux cellules des moines disposées en enfilade, le premier étage est desservi par un magnifique escalier à deux volées nanti d'un garde-corps en fer d'une remarquable facture.
Il devient une ferme à la fin du XVIIIe siècle.
Restauré en 2009 par la communauté de communes de la Bourne à l'Isère, le Couvent des Carmes est aujourd’hui un lieu d’expositions. Vous y découvrirez l’histoire des Dauphins, seigneurs du Dauphiné, ainsi que l'étonnante collection de César Filhol, qui fut le créateur en ces lieux du Musée Delphinal, il y a plus d'un siècle. 
Depuis 2021, le Couvent des Carmes accueille également une exposition permanente consacrée au peintre néerlandais Bob ten Hoope (1920-2014), qui a vécu une cinquantaine d'années dans le Royans. 
Une exposition temporaire ainsi qu'une programmation d'évènements sont renouvelés chaque année.
Un jardin médiéval est également ouvert à la visite.